# Nine Muses
Nine Muses（9MUSES、朝: 나인뮤지스、ナイン・ミュージス）は、韓国の女性アイドルグループ。2010年デビュー。所属事務所はスター帝国。グループ名の由来はギリシャ神話に登場する9人の芸術の女神（ミューズ）。メンバー全員が170cmを超える長身のため「モデルアイドル」、「モデルドル」とも呼ばれる。2015年7月、デビュー5年目で公式ファンクラブ「MINE（マイン）」を創立。ファンクラブ名は、「9MUSES Is Never End」の略で9MUSESは永遠に終わらないことを意味する。

## 来歴
2009年、歌手、モデル、女優、MCなど多方面で活動していた9人のメンバーでグループ結成。
当初は15名から12人選抜し、プロジェクトごとに9名をNine Musesとして売り出すとしていたが、紆余曲折を経て最終的にジェギョン、ラナ、ピニ、イセム、ウンジ、セラ、ミナ、イユエリン、ヘミの9人でデビューが決まった。尚、キョンリ、ソンアは初期メンバー選出から落選し研究生として当時からスター帝国事務所に在籍していた。

### 2010-11年 デビュー、Let's Have A Party
2010年3月25日、所属事務所がジェギョン、ラナ、ピニ、イセム、ウンジ、セラ、イユエリン、ミナ、ヘミの9人組グループNine Musesの結成をアナウンス。
2010年5月、ソウルオリンピックスタジアムで開催されたK-POP DREAM CONCERT 2010に出演。韓国ドラマ検事プリンセスOSTの「Give Me」を披露。
2010年8月12日、デビュー曲「No PlayBoy」を収録したシングル『Let's Have A Party』をリリースし正式デビュー。
2010年10月、モデル活動に集中するためジェギョンが脱退、ヒョナが加入。『Let's Have A Party』に収録されている「Ladies」で活動開始。

### 2011-12年 Sweet Rendezvous
2011年8月、ラナとピニが脱退。7人体制のまま、8月11日にデジタルシングル「Figaro」をリリース。所属事務所がグループ名を"Sweet Candy"に変更する計画があると発言したが、のちに混乱を招くとして撤回。将来的に2名増員し9名になる予定と発表。
2011年12月、UAEのアブダビでのイベントよりキョンリが加入。
2012年1月11日、デジタルシングル「News」をリリース。
2012年3月8日、「Ticket」「News」 「Figaro」等を収録したSweetuneプロデュースの1stミニアルバム『Sweet Rendezvous』をリリース。

### 2013年 シングルDolls、WILD、Glueと初のフルアルバムPRIMA DONNA
2013年1月24日、ソンアが加入。1年半ぶりにグループ名通りの9人体制に戻った。シングルアルバム『Dolls』をリリース。前日には韓国の音楽業界では初めて、軍隊駐屯地内でカムバックショーケースを開催。
2013年5月9日、2ndミニアルバム『WILD』をリリース。タイトル曲「Wild」のミュージックビデオはケーブルテレビMnetの放送審査で19禁判定を受けた。
2013年10月14日、「Gun」が収録されデビューから3年2ヶ月を要して発表した初のフルアルバム『PRIMA DONNA』をリリース。これに先立ち10月9日、ファン250人が参加した京畿道楊州市広積面のキツツキ研修院で秋の遠足をコンセプトにしたファンミーティングを開催。
2013年12月4日、25禁をコンセプトにしたシングル『Glue』をリリース。

### 2014-15年  NASTY NASTY, DRAMA、9MUSES S/S EDITIONとLOST
2014年1月29日、イセムとウンジがグループを卒業。二人とも事務所には残留しソロ活動としてスタート。6月23日、セラが専属契約終了にともない卒業。
2014年9月3日、キョンリ、ZE:A ケビン、スター帝国の新人ソジンからなる3人組プロジェクト混成ユニット「NASTY NASTY」がデジタルシングル「Knock」をリリース。
2014年9月25日、デビューまでのドキュメンタリー映画「Nine Muses：彼女たちのサバイバル」が公開。イギリスBBCで47分のダイジェストも放映される。
2014年10月20日、ヒョナがフィーチャリングに参加した、インディーズバンド「스무살（スムサル）」の1stミニアルバム「20」のサブタイトル曲「지워지지 않는 11자리 번호（消せない11桁の番号）」が公開。ヒョナとスムサルのファン・デヒョンは高校の同級生という縁がある。
2014年11月1日、Nine MusesのYouTube公式チャンネルを通じてリアリティ番組「9MUSES CAST」を公開。
2014年11月24日、ヒョナがエッセイ集「매일매일 사랑해（毎日毎日 愛してる）」の出版と、そのOSTとして自作曲「집으로 들어가는 길이 좋아（家に帰る道が好き）」を公開。
2015年1月12日、ソジンとクムジョが加入。ソジンはNASTY NASTYのメンバーとして2014年9月にデビューし、クムジョは2014年12月にV.O.Sのデジタルシングル「반대로만 살자（反対に生きよう）」のミュージックビデオに出演。1月21日、8人体制でソウル広津区広壮洞MelOn AXホールでショーケースを開催。
2015年1月23日、3rdミニアルバム『DRAMA』をリリース。
2015年7月2日、初の写真集が収録された初のスペシャルサマーアルバム、4thミニアルバム『9MUSES S/S EDITION』をリリース。ソウル江南区清潭洞のクラブELLUIでショーケースを開催。
2015年11月24日、5thミニアルバム『LOST』をリリース。
2015年12月19日、MBC「ショー 音楽中心」収録後ミニファンミーティングを開催し「DRAMA」「Hurt Locker」「Sleepless Night」と連続していた活動終了を報告。

### 2016年 初の単独コンサートとNine Muses A
2016年2月19日、子ども大公園WAPOPホールで、デビュー6年で初の単独コンサート「MUSE IN THE CITY」を開催。
2016年5月、イユエリンとミナが所属事務所スター帝国との専属契約満了によりグループを脱退。
2016年8月4日、キョンリ、ヘミ、ソジン、クムジョからなるNine Musesの4人組ユニットNINE MUSES A（NINE MUSES AMUSE）の1stシングル『MUSES DIARY』をリリース。ソウル倉洞（チャンドン）PLATFORM CHANG DONG 61でショーケースを開催。尚、ユニット名はヘミとミナの発案によるもので「多くの人に舞台を通じて楽しい時間を過ごし欲しい」と言う意味が込められている。
2016年9月30日、ヒョナが所属事務所スター帝国との専属契約満了によりグループを脱退。

### 2017年
2017年5月17日、キョンリがプロデュースチームFORPLAYの2017年4番目のシングルプロジェクトに参加し「Talk about you」をリリース。
2017年6月19日、6thミニアルバム『MUSES DIARY PART.2：IDENTITY』をリリース。ソウル麻浦（マポ）区西橋（ソギョ）洞YES24ムーブホールでショーケースを開催。ソンアは所属事務所にDJと音楽の勉強に集中したいという意思を伝え活動を中断、グループは4人体制で活動。
2017年6月23日、契約満了を迎えるヘミがスター帝国と再契約を締結。ナインミュージスのメンバーが所属事務所と再契約したのはヘミが初。
2017年7月29日、ソウル龍山（ヨンサン）区漢南（ハンナム）洞のブルースクエア・サムスンカードホールで、2度目の単独コンサート「RE:MINE」を開催。
2017年8月3日、Nine Muses初のメンバー自身（キョンリ及びソジン）が作詞を手がけたタイトル曲「LOVE CITY」を収録したリパッケージアルバム『MUSES DIARY PART.3 LOVE CITY』をリリース。

### 2018年
2018年2月、キョンリがスター帝国と再契約を締結。
2018年5月8日、5月20日にソンアがDJ DaQと結婚をすることを発表。同時に9musesを脱退しDJ活動に専念することを発表。
2018年7月5日、キョンリがソロとして正式にデビュー。デジタルシングル「BLUE MOON」をリリース。ソウル麻浦（マポ）区西橋（ソギョ）洞YES24ムーブホールでショーケースを開催。
2018年8月4日、ソウル中区（チュンク）会賢洞（フェヒョンドン）新世界MESAホールでデビュー8周年を祝うファンミーティング「To.MINE」を開催。

### 2019年
2019年2月11日、スター帝国より「2019年2月24日のファンミーティングを最後に、Nine Musesとしてのすべての公式活動を終える予定です」との解散が発表される。
2019年2月14日、デジタルシングル「Remember」をリリース。
2019年2月24日、漢城（ハンソン）大学駱山（ナクサン）館で開催されるファンミーティングでファンと別れの挨拶をする。

### 2021年
2021年6月11日、SBSの「文明特急」スペシャルにヒョナ、イ・ユエリン、キョンリ、ヘミ、ミナ、ソジン、クムジョの7名で一夜限りの復活出演。｢Dolls｣、｢WILD｣、｢GUN｣、｢Glue｣を披露した。 

### 日本での活動
2010年12月26日、渋谷CCレモンホールにて開催された「SEOUL TRAIN with Nine Muses & friends」に出演。この後日本正式デビューの予定だったが翌年に発生した東日本大震災の影響で延期になり、結局イベントなどで来日するが日本ではデビューしていない。
2012年1月26日、代々木競技場第1体育館で開催された「KOREAN INTERNATIONAL STYLE (KISS)」に出演。オープニングアクトを務める。
2012年2月1日、伊勢丹 新宿店で伊勢丹アイカード会員限定ミニライブ開催。
2012年9月29日、新宿文化センターで開催された「日韓交流おまつり 2012 in Tokyo」に出演。
2013年7月6日、東京ドームブリズムホールで開催された「日韓フレンドシップフェスティバル2013 in Tokyo」に出演。
2016年9月2日、Zepp Tokyoで開催されたスター帝国所属アーティストによる「スター帝国ファミリーコンサート2016」にNine Muses Aが出演。翌9月3日、タワーレコード渋谷店でNine Muses Aのサイン会を開催。abemaTV Fleshにて「K-POP LOVERS! TV 9MUSES A 特集」 を配信。
2017年9月18日、原宿ASTRO HALLにて韓国6thミニアルバム『MUSES DIARY PART.2：IDENTITY』リリース記念イベント「NINE MUSES Japan 1st Event“IDENTITY”」開催。
2017年12月2日、MBS毎日放送本社1階ちゃやまちプラザステージにて「NINE MUSES Japan Event“IDENTITY”」（大阪イベント）を開催。

### 中国での活動
2013年 - 2014年、 オリオン「スイングチップス」（中国名「好友趣凹凸洋芋片」）のCM出演。その他にいくつかのゲームタイトルのCMに出演。
2016年2月27日、上海市上海唱吧加空间で、3月19日広州市白云国际会议中心で中国ファンミーティング「MUSE IN THE CITY -2016 NINE MUSES CHINA FAN MEETING」を開催。

### 元メンバーの動向
- ラナ：DJ RANAとしてアジアのクラブシーンで活躍中。

- ビニ：1年間カナダに語学留学した後、2014年12月にサッカー選手イ・ギュロと結婚[38]。

- セラ：2015年8月1日、アルバム『SERENADE』リリース。9月15日にコンサート「SERen: Ade for you」を開催[39]。2018年3月、個人事務所OCTOを設立し、ソロミュージシャンとして活動。2025年1月結婚を発表。

- ヒョナ：DAYNITE RECORDSと契約[40]。2016年11月22日、自伝的旅行エッセイ「SWEET REMEDY- 匂やかな治癒」を出版。2017年1月16日にシングル「Remedy」、3月22日にシングル「Cricket Song」をリリース。2017年8月11日、元9MUSESメンバーのイユエリンをラッパーに迎え「Doong  Doong」をリリース。2017年9月3日、事業家と結婚。新旧9MUSESメンバーが列席[41]。

- ミナ：2016年8月、J.Wideカンパニーと専属契約を締結し[42]、本格的な女優活動へ[43]。2018年8月、マネジメント・ビガンと専属契約を締結。2023年5月に結婚[44]。

- イユエリン：2017年6月26日、モデル事務所Gost Agencyと専属契約を締結。

- ソンア：2018年5月20日、DJ DaQと結婚。以後DJ活動に専念。

- クムジョ：2022年9月、ミュージカル俳優のペク・ギボムと結婚。

## メンバー

### 現メンバー
| 芸名     | 芸名 | 芸名       | 本名           | 本名   | 本名            | 生年月日               | 身長  | ポジション                                           | 加入時期     |
| -------- | ---- | ---------- | -------------- | ------ | --------------- | ---------------------- | ----- | ---------------------------------------------------- | ------------ |
| キョンリ | 경리 | Kyeong Ree | パク・キョンリ | 박경리 | Park Kyeong Ree | 1990年7月5日（34歳）   | 170cm | センター、メインボーカル、リードダンサー、ビジュアル | 2012年1月    |
| ヘミ     | 혜미 | Hye Mi     | ピョ・ヘミ     | 표혜미 | Pyo Hye Mi      | 1991年4月3日（34歳）   | 171cm | リーダー、メインボーカル                             | 初期メンバー |
| ソジン   | 소진 | So Jin     | チョ・ソジン   | 조소진 | Cho So Jin      | 1991年10月11日（33歳） | 168cm | メインラッパー、メインダンサー                       | 2015年1月    |
| クムジョ | 금조 | Keum Jo    | イ・クムジョ   | 이금조 | Lee Keum Jo     | 1992年12月17日（32歳） | 167cm | リードボーカル                                       | 2015年1月    |

### 元メンバー
| 芸名       | 芸名     | 芸名      | 本名               | 本名   | 本名           | 生年月日               | 身長  | ポジション                     | 活動期間               |
| ---------- | -------- | --------- | ------------------ | ------ | -------------- | ---------------------- | ----- | ------------------------------ | ---------------------- |
| ジェギョン | 재경     | Jae Kyung | チョン・ジェギョン | 정재경 | Jung Jae Kyung | 1987年9月19日（37歳）  | 174cm |                                | 2010年8月 - 2010年10月 |
| ラナ       | 라나     | Ra Na     | キム・ラナ         | 김라나 | Kim Ra Na      | 1983年6月26日（41歳）  | 174cm | 初代リーダー                   | 2010年8月 - 2011年8月  |
| ピニ       | 비니     | Bini      | イ・ヘビン         | 이혜빈 | Lee Hye Bin    | 1985年11月13日（39歳） | 171cm |                                | 2010年8月 - 2011年8月  |
| イセム     | 이샘     | Lee Sem   | イ・ヒョンジュ     | 이현주 | Lee Hyun Joo   | 1987年5月5日（38歳）   | 174cm | リードラッパー、サブボーカル   | 2010年8月 - 2014年1月  |
| ウンジ     | 은지     | Eun Ji    | パク・ウンジ       | 박은지 | Park Eun Ji    | 1988年9月27日（36歳）  | 174cm | リードラッパー、メインダンサー | 2010年8月 - 2014年1月  |
| セラ       | 세라     | Se Ra     | リュ・セラ         | 류세라 | Ryu Se Ra      | 1987年10月3日（37歳）  | 170cm | 2代目リーダー、メインボーカル  | 2010年8月 - 2014年6月  |
| イユエリン | 이유애린 | E U Erine | イ・ヘミン         | 이혜민 | Lee Hye Min    | 1988年5月3日（37歳）   | 174cm | メインラッパー、サブボーカル   | 2010年8月 - 2016年5月  |
| ミナ       | 민하     | Min Ha    | パク・ミナ         | 박민하 | Park Min Ha    | 1991年6月27日（33歳）  | 170cm | サブボーカル、ビジュアル       | 2010年8月 - 2016年5月  |
| ヒョナ     | 현아     | Hyun A    | ムン・ヒョナ       | 문현아 | Moon Hyun A    | 1987年1月19日（38歳）  | 171cm | リードボーカル                 | 2010年10月 - 2016年9月 |
| ソンア     | 성아     | Sung A    | ソン・ソンア       | 손성아 | Son Sung A     | 1989年7月8日（35歳）   | 172cm | サブボーカル、リードダンサー   | 2013年1月 - 2018年5月  |

### メンバー変遷
| メンバー   |    | デビュー前 | デビュー前 | デビュー前 | デビュー前 | デビュー後 | デビュー後 | デビュー後 | デビュー後 | デビュー後 | デビュー後 | デビュー後 | デビュー後 | デビュー後 | デビュー後 | デビュー後 | デビュー後 | デビュー後 | 解散 |
| メンバー   | 年 | 2009       | 2009       | 2009       | 2010       | 2010       | 2010       | 2011       | 2011       | 2011       | 2012       | 2013       | 2014       | 2014       | 2015       | 2016       | 2016       | 2018       | 2019 |
| メンバー   | 月 | 4          | 5          | 6          | 5          | 8          | 10         | 2          | 3~7        | 8          | 1          | 1          | 1          | 6          | 1          | 6          | 10         | 5          | 2    |
| ---------- | -- | ---------- | ---------- | ---------- | ---------- | ---------- | ---------- | ---------- | ---------- | ---------- | ---------- | ---------- | ---------- | ---------- | ---------- | ---------- | ---------- | ---------- | ---- |
| ジェギョン |    |            |            |            |            |            |            |            |            |            |            |            |            |            |            |            |            |            |      |
| ラナ       |    |            |            |            |            |            |            |            |            |            |            |            |            |            |            |            |            |            |      |
| ビニ       |    |            |            |            |            |            |            |            |            |            |            |            |            |            |            |            |            |            |      |
| イセム     |    |            |            |            |            |            |            |            |            |            |            |            |            |            |            |            |            |            |      |
| ウンジ     |    |            |            |            |            |            |            |            |            |            |            |            |            |            |            |            |            |            |      |
| セラ       |    |            |            |            |            |            |            |            |            |            |            |            |            |            |            |            |            |            |      |
| イユエリン |    |            |            |            |            |            |            |            |            |            |            |            |            |            |            |            |            |            |      |
| ミナ       |    |            |            |            |            |            |            |            |            |            |            |            |            |            |            |            |            |            |      |
| ヒョナ     |    |            |            |            |            |            |            |            |            |            |            |            |            |            |            |            |            |            |      |
| ヘミ       |    |            |            |            |            |            |            |            |            |            |            |            |            |            |            |            |            |            |      |
| キョンリ   |    |            |            |            |            |            |            |            |            |            |            |            |            |            |            |            |            |            |      |
| ソンア     |    |            |            |            |            |            |            |            |            |            |            |            |            |            |            |            |            |            |      |
| ソジン     |    |            |            |            |            |            |            |            |            |            |            |            |            |            |            |            |            |            |      |
| クムジョ   |    |            |            |            |            |            |            |            |            |            |            |            |            |            |            |            |            |            |      |

## ディスコグラフィ

### シングル
| No. | タイトル                             | 収録曲 |
| --- | ------------------------------------ | --- |
| 1st | Let’s Have A Party （2010年8月12日） | 1. Ladies 2. No PlayBoy 3. Give Me 4. No PlayBoy (Inst.)                                                  |
| 2nd | Dolls （2013年1月24日）              | 1. What Is Love? 2. 돌스 (Dolls) 3. 쳐다만 봐 (Just Looking) 4. 돌스 (Dolls) (Inst.) 5. 쳐다만 봐 (Inst.) |

### ミニアルバム
| No.    | タイトル                                       | 収録曲 |
| ------ | ---------------------------------------------- | --- |
| 1st    | Sweet Rendezvous （2012年3月8日）              | 1. Who R U 2. Ticket 3. News 4. Figaro 5. Who R U (Inst.) 6. Ticket (Inst.)                                                                                 |
| 2nd    | WILD （2013年5月9日）                          | 1. Spotlight 2. 와일드 (Wild) 3. Action 4. 휴지조각 5. 사는사람 6. Wild (Inst.)                                                                             |
| 3rd    | DRAMA （2015年1月23日）                        | 1. PILOT EPISODE 2. 드라마 (Drama) 3. 초이스 (Choice) 4. 주르륵 5. 9월17일 6. 9월17일 (Inst.)                                                               |
| 4th    | 9MUSES S/S EDITION （2015年7月2日）            | 1. MUSE 2. 다쳐 (Hurt Locker) 3. 너란애 4. 팬시 (Fancy) 5. Yes or No 6. 다쳐 (Hurt Locker) (Inst.)                                                          |
| 5th    | LOST （2015年11月24日）                        | 1. a.m. 3:00 2. 잠은 안오고 배는 고프고 (Sleepless Night) 3. 몰래 (Secret) 4. 쿵치딱치 (KOONG CHIT DAK CHIT) 5. TO. MINE 6. 잠은 안오고 배는 고프고 (Inst.) |
| 6th    | MUSES DIARY PART.2：IDENTITY （2017年6月19日） | 1. Identity 2. 기억해 (Remember) 3. 페스츄리 (Pastry) 4. 둘이서 (Two of Us) 5. Hate Me 6. 기억해 (Remember) (Inst.)                                         |
| 6th Re | MUSES DIARY PART.3：LOVE CITY （2017年8月3日） | 1. 러브시티 (Love City) 2. 기억해 (Remember) 3. 페스츄리 (Pastry) 4. 둘이서 (Two of Us) 5. Hate Me 6. 러브시티 (Love City) (Inst.)                          |

### フルアルバム
| No. | タイトル                       | 収録曲 |
| --- | ------------------------------ | --- |
| 1st | Prima Donna （2013年10月14日） | 1. 프리마돈나 2. 건 (Gun) 3. 세치혀 4. A Few Good Man 5. Last Scene 6. 천생여자 7. 미스 에이전트 8. Time's Up 9. 몰라 몰라 10. 핑 (Ping) 11. 아님 말구 |

### デジタルシングル
| リリース      | タイトル         |
| ------------- | ---------------- |
| 2011年8月18日 | Figaro           |
| 2012年1月11日 | News             |
| 2012年8月16日 | Get Up           |
| 2012年9月5日  | I Need Your Love |
| 2013年12月4日 | Glue             |
| 2019年2月14日 | Remember         |

### NINE MUSES A
| No. | タイトル                     | 収録曲                                                                                               |
| --- | ---------------------------- | --- |
| 1st | MUSES DIARY （2016年8月4日） | 1. Your Space 2. 입술에 입술 (Lip 2 Lip) 3. 쉿! (Shh!) 4. MONSTER 5. 입술에 입술 (Lip 2 Lip) (Inst.) |

### ソロ
| アーティスト | タイトル                   | 収録曲                                              |
| ------------ | -------------------------- | --------------------------------------------------- |
| キョンリ     | BLUE MOON （2018年7月5日） | 1. 어젯밤 (BLUE MOON) 2. 어젯밤 (BLUE MOON) (Inst.) |

### ユニット
- 2014年：NASTY NASTY「Knock」- ZE:A ケビン、Nine Muses キョンリ、スター帝国の新人ソジンからなる3人組プロジェクト混成ユニット

### OST
- 2010年：SBSドラマ「検事プリンセス」-「Give Me」（Nine Muses with ソ・イニョン）
- 2017年：MBCドラマ「色々な嫁」-「Love Holiday」（ヘミ）
- 2017年：SBSドラマ「アイドルマスター.KR」-「SUPER GIRL MAGIC」（Red Queen）
- 2017年：MBCドラマ「ボーグマム」-「Love Story」（クムジョ）
- 2017年：tvNドラマ「ブッとび!ヨンエさん 16」-「기억하고 있어요（覚えています）」（ヘミ）
- 2017年：KBSドラマ「憎くても愛してる」-「내가 만일（僕がもし）」（クムジョ）

### フィーチャリング / デュエット
- 2013年：「This Song is For You」- House Rulez（feat. Moon HyunA of Nine Muses）[45]
- 2014年：「지워지지 않는 11자리 번호（消せない11桁の番号）」- 스무살（スムサル）（feat. Moon HyunA of Nine Muses）
- 2017年：「머리감을때만」- Primeboi（feat. キョンリ）
- 2017年：「둘만의 크리스마스」- キョンリ & 2AMジヌン
- 2017年：「둘만의 크리스마스（二人だけのクリスマス）」- キョンリ & 2AMジヌン
- 2018年：「봄봄（春春）」- キョンリ & チェ・ナクタ
- 2018年：「오늘 밤 뭐해?（What're You Doing Tonight）」- キョンリ & 이츠（It's）

### その他
- 2012年：MBC MUSIC「その女作詞、その男作曲」シーズン2 -「I need your love」（ヒョナ、セラ、ウンジ、ヘミ）
- 2014年：「집으로 들어가는 길이 좋아（家に帰る道が好き）」- ヒョナのエッセイ集「매일매일 사랑해（毎日毎日 愛してる）」のOST（ヒョナ）
- 2017年：「Talk about you」- プロデュースチームFORPLAYのプロジェクトアルバム参加曲（キョンリ）

### ミュージックビデオ
| Official Video Links |
| --- |
| - No Playboy - Figaro - Figaro (Dance practice) - News - News (Dance practice) - Ticket - Dolls - Dolls (Dance practice) - WILD - WILD (Dance practice) - GUN - GUN (Dance practice) - Glue - Glue (Dance practice) - DRAMA - DRAMA (Dance practice) - Hurt Locker - Hurt Locker (Dance practice) - Sleepless Night - Sleepless Night (Dance practice) - 입술에 입술 (Lip 2 Lip) - 입술에 입술 (Lip 2 Lip) (Dance Ver) - 입술에 입술 (Lip 2 Lip) (Dance practice) - 기억해 (Remember) - 기억해 (Remember) (Dance Ver) - 기억해 (Remember) (Dance Practice) - 러브시티 (Love City) - 러브시티 (Love City) (Dance Practice) - 어젯밤 (BLUE MOON) - 어젯밤 (BLUE MOON) (Dance Practice) - 어젯밤 (BLUE MOON) (Dance Performance) - Remember |

## 出演

### ドラマ
- SBS「検事プリンセス」- ウンジ（2010年）
- MBC「스탠바이 / スタンバイ」- ヘミ（2012年）
- tvN「青い巨塔」- ヘミ、セラ、キョンリ（2013年）
- MBC every1「무작정 패밀리 / がむしゃらファミリー2」第36話 - ミンハ（2013年6月）
- tvN「応答せよ1994」第7話 - イユエリン、キョンリ、ミンハ（2013年11月8日）
- tvN「九厄少年」- ミンハ（イ・ゴウン役）（2014年）
- ウェブドラマ「少女接近禁止」- キョンリ（ナ・ソニョ役）（2016年）
- ウェブドラマ「お兄さんが消えた」- ヘミ（ユ・リエ役）（2017年）
- 中国ウェブドラマ「火爆天王」- ソジン
- SBS「アイドルマスター.KR」- ソジン（Red Queenジョ・ヘジュ役）（2017年）
- MBC「ボーグマム」- キョンリ（カメオ出演）（2017年）
- ウェブドラマ「鬼火」- ソジン（コン・ソンミ役）（2017年）

### テレビ番組
- KBS「サバイバルスターオーディション」（2006年）[46]- ウンジ
- CSテレ朝チャンネル「韓活！倶楽部」（2011年1月 - 終了時期不明）レギュラー出演
- MBC every1「週刊アイドル」（2012年6月6日）- イセム、イユエリン未出演
- SBS E!「Star Beauty Show2」（2013年6月）
- MBC every1「週刊アイドル」（2013年2月6日）
- Arirang「After School Club」（2013年5月15日）
- KBS「1対100」（2013年11月12日）- ヒョナ、ヘミ
- KBS「大韓民国幸せ発電所」（2014年1月1日）- ソンア、キョンリ、ヘミ
- MBC every1「週刊アイドル」（2014年7月30日）- ヒョナ、イユエリン、ソンア、キョンリ
- ARIRANG「After School Club EP.141」（2015年2月3日）
- MBC every1「週刊アイドル」（2015年2月4日）
- Mwave「MEET & GREET」（2015年3月16日）
- K STAR「アイドル演技対決 私が俳優だ」（2017年4月10日）- クムジョ[47]
- AVER tvcast、YouTubeチャンネル、Kakao TV「MSG（MAKE STYLE＆GO）」メインMC（2016年1月20日）- キョンリ[48]
- JTBC「よく食べる少女たち」（2016年6月15日）- キョンリ[49]
- MBC「マイ・リトル・テレビジョン」（2015年12月26日）- ミナ[50]
- SBS Plus「スターグラム」（2016年10月26日）- キョンリ[51]
- SBS「ジャングルの法則」スラウェシ編（2016年11月21日）- キョンリ[52]
- skyTV「beauty sky シーズン2」MC（2017年3月17日）- キョンリ[53]
- Mnet「M countdown」スペシャルMC（2017年6月22日、29日）- キョンリ

### ミュージックビデオ
- 2009年：진주（Feat. 엄지원、TBNY）「미로」 - ヒョナ
- 2009年：이준기「J-Style」- ヒョナ
- 2009年：V.O.S「큰일이다」- ジェギョン
- 2009年：T-MAX「Jun Be O.K」- イセム
- 2009年：Loveholics「아픔」- ヒョナ
- 2010年：ZE:A「하루종일」- ミナ
- 2013年：김진표（feat. 조현아 of 어반자카파）「너는 나를」- イセム
- 2014年：Homme「It Girl」- キョンリ
- 2014年：NASTY NASTY「Knock」- キョンリ、ソジン
- 2014年：V.O.S「반대로만 살자」- クムジョ
- 2015年：The Legend「Crush on you」- キョンリ
- 2016年：Unnies「Shut Up」- キョンリ
- 2017年：Young Cream「밤이면 (Night)」- ソジン

### ミュージカル
- 2016年：「노서아 가비 (Russian Coffee)」- ヘミ、グムジョ（ターニャ役）

### 演劇
- 2016年：「안녕후쿠시마（さようなら福島）」- ヘミ

### CM
- 2012年：化粧品「Mizon」- キョンリ、ウンジ、セラ、ヘミ、イユエリン、イセム、ヒョナ、ソンア、ミナ
- 2012年：サムソン「Galaxy S3」 - キョンリ、ウンジ、セラ、ヘミ、イユエリン、イセム、ヒョナ、ソンア、ミナ
- 2013年：オリオン「スイングチップス」（中国）- キョンリ、ウンジ、セラ、ヘミ、イユエリン、イセム、ヒョナ、ソンア、ミナ[54]
- 2013年：HUG OZAWA「EYE's CLOUD」（日本）- ヒョナ、ヘミ、ウンジ、ミナ、セラ[55]
- 2014年：オリオン「スイングチップス」（中国）- キョンリ、ヘミ、イユエリン、ヒョナ、ソンア、ミナ[56]
- 2015年：HITE JINRO「Max Cream 生ビール」（韓国）- キョンリ[57][58][59][60]
- 2017年：カネボウ「KATE ZERO MAKE UP」（韓国）- キョンリ[61]

### イベント
- 「2014 ソウルファッションウィーク」- ミナ
- 「2017 ソウルファッションウィーク」- キョンリ、ヘミ、ソンア、クムジョ、ソジン[62][63][64]

## 出版
- 2014年11月24日：매일매일 사랑해（毎日毎日 愛してる）- ヒョナ[18]

## 受賞歴
- 2010年：第1回大韓民国ビューティーデザイン賞 ビューティー人気スター賞
- 2010年：第18回大韓民国文化芸能大賞 次世代部門10代歌手賞
- 2013年：第8回アジアスーパーモデルフェスティバル 歌手部門ニュースター賞
- 2013年：第4回KPOP +ミュージックアワード 最も成長したアーティスト賞及び最優秀女性グループ賞
- 2016年：第22回大韓民国芸能芸術賞 女性グループ賞